# 杜洛克猪
杜洛克猪（英語：Duroc pig）是猪的品种之一，为肉用型品种。杜洛克猪为美国较早的品种之一，多作为杂交猪的父系使用。在美国有登记的年产窝数中排名第3，超过了约克夏猪和巴克夏猪。母猪繁殖力较高，母性好。

## 品种起源
现代的杜洛克猪是在约1830年左右由新泽西的泽西红猪和纽约的杜洛克猪杂交而成，该名称据说是以当时一种著名的良种马命名。

## 品种特征
杜洛克猪毛色为红棕色，体型较大、中等体长、结构紧凑。杜洛克猪的耳朵为中等大小并向前倾斜。
此外，由于对白色猪的需求也开发出了白色杜洛克。这种白色杜洛克猪为杜洛克猪与白色品种的猪杂交获得。